# Elezioni politiche in Italia del 2008
Le elezioni politiche in Italia del 2008 per il rinnovo dei due rami del Parlamento Italiano – la Camera dei deputati e il Senato della Repubblica – si sono tenute domenica 13 e lunedì 14 aprile 2008 a seguito dello scioglimento anticipato delle Camere, verificatosi nel febbraio precedente.
La vittoria andò alla coalizione composta da Il Popolo della Libertà, Lega Nord e Movimento per l'Autonomia, che ottenne la maggioranza relativa dei voti e, in base alla vigente legge elettorale del 2005, la maggioranza assoluta degli eletti.
Gli elettori chiamati a votare furono 50 257 534 per la Camera e 45 929 308 per il Senato. Di questi rispettivamente 47 295 978 e 43 257 208 erano residenti nel territorio nazionale, divisi in 61 225 sezioni, e rispettivamente 2 961 556 e 2 672 100 all'estero. L'affluenza alle urne è stata nel complesso del 78,1% circa alla Camera e del 78,2% circa al Senato, in calo del 3,1% rispetto alle elezioni del 2006; nel territorio nazionale essa ha raggiunto l'80,5%, mentre all'estero si è attestata intorno al 40%.

## Sistema di voto
Le elezioni politiche del 2008 si tennero con il sistema introdotto dalla legge n. 270 del 21 dicembre 2005 (la cosiddetta "Legge Calderoli"), che sostituì le precedenti leggi numeri 276 e 277 del 1993 (Mattarellum).
Allo scopo di poter concorrere alle elezioni la legge prevedeva l'obbligo preliminare per ciascuna lista, o coalizione di liste, di depositare un proprio contrassegno, un programma e di indicare la persona designata come capo della forza politica, o della coalizione.
La legge prevedeva un sistema proporzionale corretto con premio di maggioranza ed elezione di più parlamentari contemporaneamente in collegi estesi, senza possibilità di indicare preferenze. Erano previsti ambiti territoriali diversi per l'attribuzione del premio di maggioranza: per la Camera, l'intero territorio nazionale (esclusa la Valle d'Aosta); per il Senato, la singola circoscrizione, coincidente con il territorio di una Regione, salvo che per le regioni Valle d'Aosta, Molise e Trentino-Alto Adige.
Per la Camera dei deputati, la legge prevedeva che la lista o coalizione di liste che avesse ottenuto la maggioranza dei voti, ma senza conseguire almeno 340 seggi, fosse assegnataria di una quota ulteriore di seggi in modo da raggiungere tale numero. I 12 seggi assegnati dalla Circoscrizione Estero, il seggio assegnato dalla Valle d'Aosta venivano attribuiti secondo regole diverse, bastate sulla precedente legge elettorale uninominale, e i relativi voti non erano calcolati per la determinazione della lista o coalizione di liste di maggioranza relativa.
Per il Senato della Repubblica, la legge prevedeva che la lista o coalizione di liste che avesse ottenuto la maggioranza dei voti nella Regione ma che non consegue il 55% dei seggi a questa assegnati, avesse diritto a seggi ulteriori fino a raggiungere tale soglia. I 6 seggi assegnati dalla Circoscrizione Estero, il seggio assegnato dalla Valle d'Aosta, i 2 seggi assegnati dal Molise e i 7 seggi assegnati dal Trentino-Alto Adige venivano attribuiti secondo regole diverse.

### Circoscrizioni
Il territorio nazionale italiano venne suddiviso per la Camera dei deputati in 27 circoscrizioni plurinominali mentre, per il Senato della Repubblica, in 20, corrispondenti alle regioni italiane, oltre a quella per l'estero.

#### Circoscrizioni della Camera dei deputati
Le circoscrizioni della Camera dei deputati furono le seguenti:
- Piemonte 1 (Torino);
- Piemonte 2 (Cuneo, Alessandria, Asti, Novara, Vercelli, Biella e Verbano-Cusio-Ossola);
- Lombardia 1 (Milano);
- Lombardia 2 (Brescia, Bergamo, Como, Sondrio, Varese e Lecco);
- Lombardia 3 (Pavia, Lodi, Cremona e Mantova);
- Trentino-Alto Adige;
- Veneto 1 (Padova, Verona, Vicenza e Rovigo);
- Veneto 2 (Venezia, Treviso e Belluno);
- Friuli-Venezia Giulia;
- Liguria;
- Emilia-Romagna;
- Toscana;
- Umbria;
- Marche;
- Lazio 1 (Roma);
- Lazio 2 (Latina, Frosinone, Viterbo e Rieti);
- Abruzzo;
- Molise;
- Campania 1 (Napoli);
- Campania 2 (Avellino, Benevento, Caserta e Salerno);
- Puglia;
- Basilicata;
- Calabria;
- Sicilia 1 (Palermo, Agrigento, Caltanissetta e Trapani);
- Sicilia 2 (Catania, Messina, Enna, Ragusa e Siracusa);
- Sardegna;
- Valle d'Aosta;
- Estero (a sua volta suddivisa nelle ripartizioni: Europa; America Meridionale; America Settentrionale e Centrale; Africa, Asia, Oceania ed Antartide).

#### Circoscrizioni del Senato della Repubblica
Le circoscrizioni del Senato della Repubblica furono invece le seguenti:
- Piemonte;
- Valle d'Aosta;
- Lombardia;
- Trentino-Alto Adige;
- Veneto;
- Friuli-Venezia Giulia;
- Liguria;
- Emilia-Romagna;
- Toscana;
- Umbria;
- Marche;
- Lazio;
- Abruzzo;
- Molise;
- Campania;
- Puglia;
- Basilicata;
- Calabria;
- Sicilia;
- Sardegna;
- Estero (a sua volta suddivisa nelle ripartizioni: Europa; America Meridionale; America Settentrionale e Centrale; Africa, Asia, Oceania ed Antartide).

## Quadro politico

### Principali avvenimenti

#### Cronologia

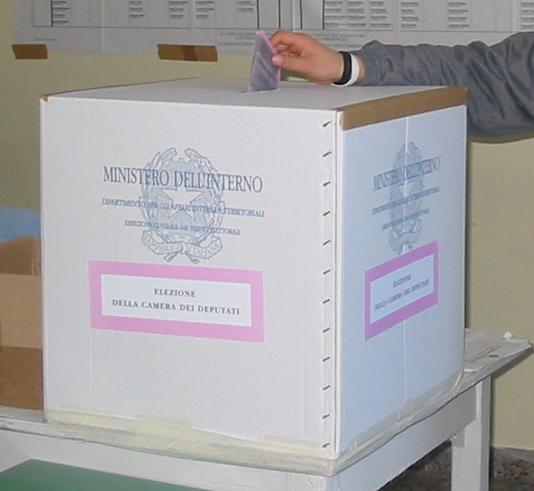
Urna per il voto alla Camera dei deputati

- 6 febbraio 2008: Le Camere nella loro XV Legislatura furono sciolte dal presidente della Repubblica, Giorgio Napolitano, dopo la caduta del governo Prodi II al Senato ed all'esito negativo riportato dal mandato "esplorativo" affidato dal Capo dello Stato al presidente del Senato, Franco Marini.[13]
- 6 febbraio 2008: Entrò in vigore il regime di par condicio per tutte le emittenti radiotelevisive nazionali.[14]
- 13 febbraio 2008: Termine ultimo entro cui dovevano essere presentate le dimissioni dagli incarichi amministrativi per potersi candidare alle elezioni.[15]
- 14 febbraio 2008: Il Consiglio dei ministri approvò un decreto legge che modificava parzialmente la legislazione elettorale.[16]
- 26 febbraio 2008: Le dimissioni dagli incarichi amministrativi date per potersi candidare alle elezioni diventarono irrevocabili ed esecutive.[15]
- Tra il 29 febbraio 2008 e il 2 marzo 2008: Presentazione dei simboli elettorali.[17]
- 9 marzo 2008: Termine ultimo entro cui gli elettori temporaneamente all'estero poterono presentare domanda per esercitare il voto per corrispondenza.[15]
- 9 e 10 marzo 2008: Presentazione delle liste dei candidati.[17]
- 11 marzo 2008: Termine ultimo entro il quale gli elettori iscritti all'AIRE poterono comunicare la loro opzione per votare in Italia. Inizialmente previsto per il 16 febbraio ma venne spostato dal parlamento nella conversione del decreto legge in materia elettorale.[15]
- 21 marzo 2008: Termine ultimo entro cui gli elettori temporaneamente all'estero poterono revocare la domanda per esercitare il voto per corrispondenza.[15]
- Dal 29 marzo 2008: Divieto di rendere pubblici i sondaggi elettorali.[18]
- 1º aprile 2008: Il Consiglio dei ministri approvò un decreto legge che proibiva di portare con sé apparecchi che sono in grado di scattare fotografie durante il voto.[19]
- 2 aprile 2008: La V sezione del Consiglio di Stato emise una ordinanza con cui riconobbe alla Democrazia Cristiana il diritto di poter partecipare alle elezioni. Lo stesso giorno Giuliano Amato, ministro dell'Interno, diede mandato all'Avvocatura di Stato di presentare ricorso davanti alle sezioni unite della Corte suprema di cassazione per chiarire di chi fosse la competenza sulla materia elettorale.[20]
- 8 aprile 2008: La Corte suprema di cassazione si riunì d'urgenza a sezioni civili unite e accolse i ricorsi del ministero contro l'ordinanza del Consiglio di Stato.
- 10 aprile 2008: Termine ultimo entro cui gli elettori temporaneamente all'estero o quelli iscritti all'AIRE poterono inviare le proprie schede votate ai consolati.[15]
- Dal 12 aprile 2008: Silenzio elettorale.[21]
- 13 e 14 aprile 2008: Elezioni.

#### Il decreto legge in materia elettorale
Il Consiglio dei ministri approvò, in due sedute successive – una tenuta il 14 e l'altra il 15 febbraio –, un decreto legge che modificò parzialmente la normativa relativa agli adempimenti elettorali e all'esercizio del diritto di voto all'estero.
Il decreto era composto da 8 articoli. L'articolo 4, in particolare, prevedeva che fossero esonerati dall'obbligo di raccogliere le firme a sostegno delle candidature i partiti politici che fossero rappresentanti in una delle due Camere del Parlamento Italiano o nel Parlamento europeo da almeno due componenti. Proprio questo articolo fu oggetto delle contestazioni de La Destra, che arrivò a chiedere al Presidente della repubblica di non firmare il decreto, prima che si riunisse nuovamente il Consiglio dei ministri per riesaminarlo.
La motivazione principale delle nuove norme risiedeva comunque nell'esigenza di riunificare le elezioni politiche con quelle amministrative (art.5). Secondo la legge vigente, infatti, le elezioni amministrative avrebbero dovuto tenersi fra il 15 aprile e il 15 giugno. Inizialmente numerosi partiti, fra cui Forza Italia, giudicarono inaccettabile il decreto e il governo sembrava intenzionato a non vararlo. Lo stesso Capo dello Stato intervenne con un comunicato, a seguito di una lettera inviata a Napolitano dal presidente emerito Francesco Cossiga per ribadire che un decreto del genere sarebbe stato firmato solo in presenza di un ampio consenso parlamentare che coinvolgesse anche i partiti che fino ad allora avevano «rappresentato l'opposizione». L'accordo venne in seguito raggiunto.
Uno degli scopi dichiarati del provvedimento fu quello di consentire un risparmio di circa 400 milioni di euro.
Altri provvedimenti inseriti nel decreto riguardavano: l'aumento del numero dei componenti dei seggi per lo scrutinio dei voti della circoscrizione estero e diminuzione del numero di elettori per seggio (art.1), il voto di particolari categorie di cittadini temporaneamente all'estero (art. 2), la riconferma del diritto degli osservatori OSCE a entrare nei seggi (art. 3), oltre che alla previsione di personale di supporto per le commissioni elettorali circondariali (art.6).
Nel corso della conversione in legge il decreto fu modificato in modo da esentare dalla raccolta delle firme le formazioni rappresentate nel Parlamento – e non esclusivamente in una delle due Camere – con almeno due componenti.

#### Il ricorso della Democrazia Cristiana

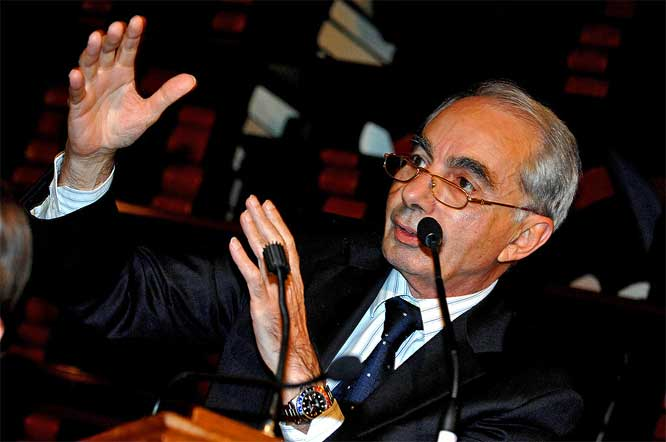
Giuliano Amato, ministro dell'Interno, aveva ipotizzato lo slittamento delle elezioni.

Il 2 aprile, ad urne già aperte per gli italiani all'estero, fu resa nota una ordinanza della V sezione del Consiglio di Stato che, in via cautelare, ovvero senza entrare nel merito della questione, stabiliva sia la propria competenza a giudicare sugli atti amministrativi connessi al processo elettorale, sia la sospensione delle decisioni dell'Ufficio elettorale centrale nazionale e del Ministero dell'Interno, che avevano portato all'esclusione del simbolo della Democrazia Cristiana dalla competizione elettorale.
Nel testo dell'ordinanza, per giustificare la competenza del Consiglio di Stato, si fa riferimento ad una precedente decisione della Corte Costituzionale che, secondo il giudice amministrativo, avrebbe indicato la mancanza di una norma apposita per regolare i giudizi sul procedimento elettorale e che pertanto, considerato anche che la giunta delle elezioni della Camera dei deputati aveva più volte dichiarato in precedenza di non avere alcuna titolarità di giudicare i rilievi mossi al processo elettorale preparatorio, spetterebbe alla giustizia amministrativa la competenza sulla questione. Il problema, che avrebbe potuto portare, secondo il ministro Giuliano Amato, ad un rinvio delle elezioni, non era quindi sul merito dell'ammissione del simbolo ma sul fatto che il Consiglio di Stato aveva invaso una sfera di giurisdizione che la legge prevede sia di competenza delle Camere.
Si deve ricordare, a questo proposito, che la legge elettorale vigente nel 2008 prevedeva che i giudizi sull'ammissibilità dei simboli, dati dal Ministero dell'Interno, fossero impugnabili davanti all'Ufficio elettorale centrale nazionale. Per questo motivo, ritenendo che la commissione centrale sia l'unico organo autorizzato a deliberare in materia elettorale, fatto salvo il giudizio definitivo dato dalle giunte delle elezioni di Camera e Senato, il ministro Amato diede mandato all'avvocatura dello Stato di presentare ricorso alle sezioni unite della Corte di cassazione per stabilire, a norma dell'articolo 326 del Codice di Procedura Civile, di chi fosse la competenza a giudicare. La Corte si riunì d'urgenza martedì 8 aprile per valutare i ricorsi del ministero. Prima della sentenza della Cassazione, il Consiglio di Stato era tornato a esprimersi l'8 aprile dichiarando decaduta l'ordinanza a causa della rinuncia a proseguire il giudizio da parte della lista. Lo stesso giorno il TAR del Lazio, altro organo di giustizia amministrativa come il Consiglio di Stato, aveva espresso un giudizio di merito dichiarandosi incompetente a decidere. La Cassazione, infine, dichiarò che la competenza in materia di tutto il processo elettorale, compresa la parte preparatoria, spetta in via esclusiva alle giunte delle elezioni di Camera e Senato, come previsto da alcuni commentatori sulla base dei precedenti.
In ogni caso la Costituzione italiana impone che le elezioni si tengano entro 70 giorni dallo scioglimento delle Camere, cioè entro il 16 aprile, mentre la legge elettorale imponeva che queste si tenessero di domenica e di lunedì: esse quindi non si sarebbero in nessun caso potute svolgere in una data posteriore a quella prevista.

#### Discussione sulle schede elettorali

Riproduzione di una scheda per l'elezione del Senato della Repubblica. B e C si candidano coalizzati, così come P e R.

Una settimana prima della data fissata per le votazioni in Italia, e quindi a votazioni già in corso all'estero, alcuni capi delle forze politiche, fra cui Silvio Berlusconi e Antonio Di Pietro, avevano segnalato che la composizione grafica delle schede elettorali, preparata secondo la legislazione elettorale vigente, avrebbe potuto generare confusione nell'elettore ed essere, quindi, responsabile dell'annullamento di alcuni voti.
In particolare veniva contestata la stampa dei simboli dei partiti coalizzati entro un'unica casella bianca, sul classico sfondo con tramatura grigia delle schede italiane, separati da una riga sottile. In tal modo, sempre secondo l'interpretazione data da chi non condivideva l'impostazione delle schede, l'elettore avrebbe potuto essere indotto a tracciare un unico segno su entrambi i simboli, annullando, di fatto, il proprio voto non essendo desumibile la lista a cui assegnare la preferenza. Le schede predisposte dal ministero degli Affari Interni, come detto, erano identiche a quelle usate nella precedente competizione elettorale in occasione delle quali nessuna forza politica lamentò il problema poiché la struttura delle coalizioni (due sole grandi coalizioni con diverse liste, oltre a singole liste non coalizzate) era anzi evidenziata dal modello di scheda elettorale.
Nella discussione, che aveva assunto toni polemici, fu coinvolto il Presidente della Repubblica, che avendo ricevuto un appello diretto affinché intervenisse sul governo, aveva sollecitato il ministero dell'Interno a fornire gli opportuni chiarimenti. Giuliano Amato, in risposta all'invito del capo dello Stato, convocò una conferenza stampa per ribadire che la grafica delle schede era stata preparata seguendo rigorosamente la normativa vigente e che, anche volendo, non era più possibile intervenire essendo le procedure di votazione già in corso.
Il successivo 8 aprile, a cinque giorni dalle elezioni, il ministero dell'Interno decise di far appendere in ogni sezione elettorale manifesti che invitano gli elettori ad esprimere il loro voto in modo chiaro, utilizzando lo slogan «un solo segno su un solo simbolo». Il Ministero aveva inoltre ribadito che, anche se il segno dovesse ricadere su più simboli, il voto deve essere conteggiato per la lista sul cui simbolo il segno stesso insiste maggiormente.

### Principali coalizioni e forze politiche
| Coalizione | Coalizione | Leader                 | Foto |
| ---------- | --- | ---------------------- | ---- |
|            | Coalizione di centro-destra Coalizione composta da Il Popolo della Libertà (FI-AN), Lega Nord e Movimento per l'Autonomia                                                 | Silvio Berlusconi      |      |
|            | Coalizione di centro-sinistra Coalizione composta da Partito Democratico e Italia dei Valori                                                                              | Walter Veltroni        |      |
|            | Unione di Centro | Pier Ferdinando Casini |      |
|            | La Sinistra l'Arcobaleno Lista elettorale composta da: Partito della Rifondazione Comunista, Partito dei Comunisti Italiani, Federazione dei Verdi e Sinistra Democratica | Fausto Bertinotti      |      |
|            | La Destra - Fiamma Tricolore Lista elettorale composta da: La Destra, Fiamma Tricolore e Fronte Sociale Nazionale                                                         | Daniela Santanchè      |      |
|            | Partito Socialista | Enrico Boselli         |      |

## Schieramenti e forze politiche
Rispetto alle precedenti elezioni gli schieramenti erano molto variati. Quelle che erano state le due grandi alleanze, nel 2006 e prima, erano già estinte, e i partiti al loro interno erano stati protagonisti di grandi mutazioni. Tendenza generalizzata fu la scomposizione in più liste, e l'accorpamento fra loro di forze politiche simili. All'elettore si presentava un quadro con un più vasto numero di schieramenti, ma al loro interno molto meno variegati ed anzi composti da singole liste – con le eccezioni delle coalizioni maggiori – con programmi unitari.

### Liste e partiti che facevano parte dell'Unione

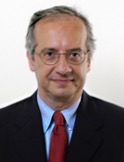
Walter Veltroni, leader della coalizione di centro-sinistra

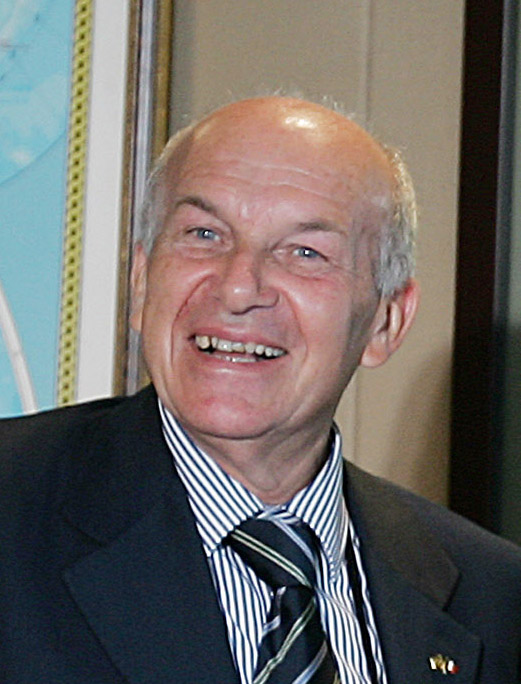
Fausto Bertinotti, leader de La Sinistra l'Arcobaleno

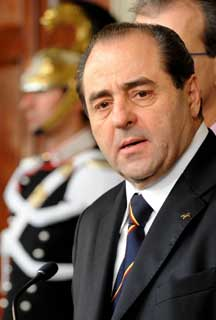
Antonio Di Pietro, leader dell'Italia dei Valori

L'Unione si sciolse con la caduta del governo Prodi II, il 24 gennaio 2008, e le forze che l'avevano composta diedero vita a varie nuove formazioni. Il Partito Democratico decise di fare a meno della quasi totalità degli ex-alleati sia per le elezioni del Senato sia per quelle della Camera; inoltre, il partito precisò che avrebbe accettato alleanze solo con i partiti che condividessero integralmente, e senza riserve, il proprio programma elettorale. Unica alleanza mantenuta dal PD fu, infine, quella con l'Italia dei Valori, che, secondo gli accordi, avrebbe mantenuto il proprio simbolo nella corsa elettorale per poi formare gruppi parlamentari unificati con il compagno di coalizione. I Radicali italiani, dopo una lunga trattativa, accettarono l'accordo proposto dal PD per inserire propri candidati nelle liste di quest'ultimo: la conseguenza fu che i Radicali formalmente non presentarono alcuna lista nonostante avessero presentato il proprio simbolo. Si formano così le forze componenti la coalizione di centro-sinistra alle elezioni politiche italiane del 2008.
Altri quattro partiti (PRC, PdCI, SD e Verdi) colsero l'occasione per coalizzarsi in un'unica lista chiamata La Sinistra l'Arcobaleno e per esprimere un'unica candidatura a Palazzo Chigi.
Si presentò senza alcun alleato anche il Partito Comunista dei Lavoratori, nato da dissidenti di Rifondazione Comunista. Il movimento Sinistra Critica, nato anch'esso da una scissione di Rifondazione Comunista, decise di presentarsi senza alleati alle elezioni con il proprio simbolo e una propria candidatura per la Presidenza del Consiglio.
Il Partito Socialista, che aveva sostenuto il Governo Prodi, aveva avuto fin dall'inizio l'intenzione di presentare il proprio simbolo nella competizione e questa fu la ragione principale del mancato accordo con il Partito Democratico che aveva, invece, chiesto al Partito Socialista di sciogliersi e convergere nel PD.
L'Unione Democratica per i Consumatori scelse per correre da sola alle elezioni con un proprio capo della forza politica, così come Movimento politico dei cittadini, movimento che, come il precedente, sorse dallo sgretolamento dell'Unione al Senato nel corso della precedente legislatura, e che presentò una propria lista.
La Südtiroler Volkspartei non entrò in nessuna coalizione per la Camera dei Deputati; tuttavia, limitatamente ai collegi del Senato in Trentino-Alto Adige, strinse un'alleanza, il cosiddetto Patto di Salorno, con il PD, l'Italia dei Valori, il Partito Socialista e alcune liste locali: nei due collegi di in cui la SVP era più forte la lista si presentò autonomamente, mentre negli altri quattro i candidati corsero sotto il simbolo di SVP-Insieme per le Autonomie.
L'UDEUR, abbandonato definitivamente il campo del centro-sinistra, e posizionatosi al centro, nonostante qualche perplessità iniziale, aveva preso la decisione di presentarsi senza entrare in nessuna coalizione candidando Clemente Mastella alla presidenza del Consiglio dei ministri; tuttavia, in seguito, lo stesso leader del partito annunciò il ritiro della propria candidatura.

### Liste e partiti che facevano parte della CdL

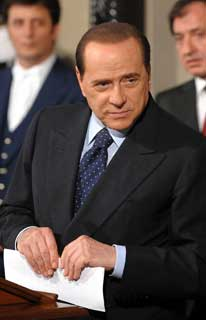
Silvio Berlusconi, leader della coalizione di centro-destra

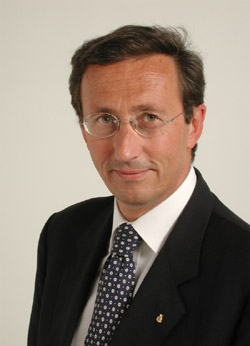
Gianfranco Fini, cofondatore con Silvio Berlusconi del Popolo della Libertà

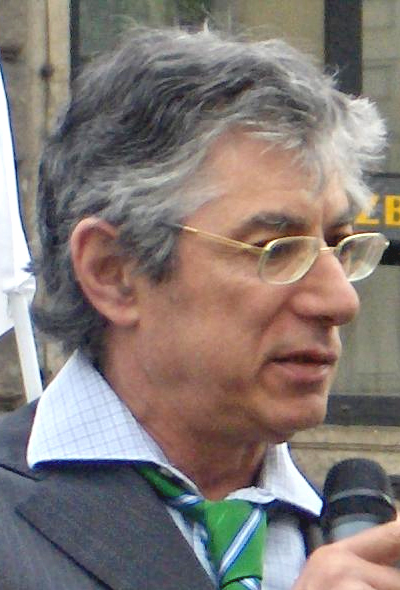
Umberto Bossi, leader della Lega Nord

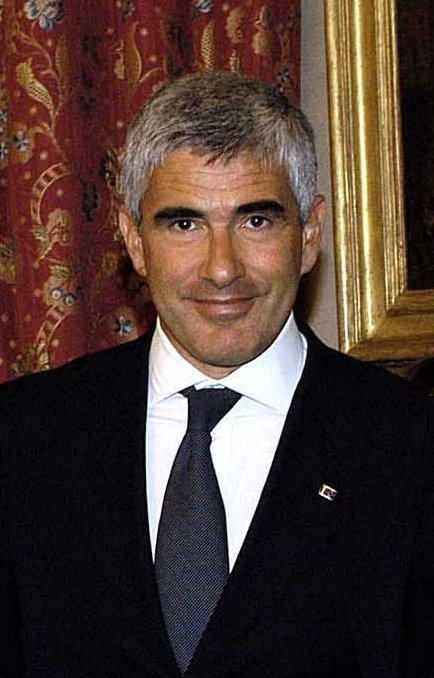
Pier Ferdinando Casini, leader dell'Unione di Centro

Per quanto riguarda il centro-destra, anche nel campo della ex-Casa delle Libertà lo scenario proposto agli elettori risultò mutato rispetto a quello del 2006. Dopo la scelta del Partito Democratico di correre in una coalizione ristretta, Silvio Berlusconi e Gianfranco Fini decisero che i rispettivi partiti, Forza Italia e Alleanza Nazionale, si sarebbero presentati sotto l'unico simbolo del Popolo della Libertà, creando la coalizione di centro-destra del 2008 che inglobava anche la Lega Nord, che avrebbe presentato le sue liste solo al Centro-Nord, ed il Movimento per l'Autonomia, che lo avrebbe fatto nelle altre regioni. La trattativa con l'MpA a livello nazionale fu dominata dal tema della scelta candidature per la presidenza della Regione Siciliana che si svolsero contestualmente.
Varie formazioni minori diedero, poi, il proprio assenso all'ingresso nel Popolo della Libertà, come la DCA, i Liberal Democratici (fuoriusciti dallo schieramento di centro-sinistra) e Azione Sociale.
Inizialmente anche la Democrazia Cristiana di Giuseppe Pizza aveva espresso la volontà di coalizzarsi al Senato con il Popolo della Libertà ma il suo simbolo fu ritenuto troppo simile a quello dell'Unione di Centro e quindi bocciato dal Ministero, il cui giudizio fu successivamente confermato dalla Commissione Centrale elettorale della Cassazione con una decisione che fu poi l'origine della vicenda giudiziaria già discussa precedentemente.
Il movimento La Destra, in disaccordo con la strategia di Berlusconi di creare un partito unico, aveva annunciato l'intenzione di presentare una propria lista e un proprio candidato premier; questo nonostante, in un primo momento, i dirigenti del partito avessero sperato in un cambiamento della strategia del leader del PdL. Solo il perdurare della situazione di stallo li convinse a procedere e a stringere un accordo con la Fiamma Tricolore: i due partiti presentarono un'unica lista, convergendo sul candidato premier già indicato da La Destra.
Discorso a parte per Forza Nuova, che decise fin dalla notizia dello scioglimento delle Camere di correre in solitaria con il proprio simbolo.
Anche all'UDC fu proposto di confluire nel Popolo della Libertà, prospettiva che l'UDC, nonostante una spaccatura dovuta alla scelta di singoli esponenti come Carlo Giovanardi di aderire al PdL, non condivise: l'UDC quindi si presentò indipendentemente, con un proprio candidato premier. Nelle settimane di consultazioni presidenziali, il brusco ritorno di Pier Ferdinando Casini su posizioni consonanti con quelle di Forza Italia aveva provocato una scissione interna all'UDC: Bruno Tabacci e Mario Baccini avevano dato vita ad un nuovo movimento politico chiamato la Rosa Bianca, a ciò aveva aderito anche l'ex sindacalista Savino Pezzotta, e che si era dichiarato pronto a presentare un proprio candidato premier. Tuttavia a seguito della scelta dell'UDC di non coalizzarsi o confluire nel PdL, i due partiti scelsero di presentare una lista comune, l'Unione di Centro, con un unico candidato alla presidenza del consiglio.
Alcuni esponenti singoli del centrodestra, come Giuliano Ferrara che aveva nei giorni precedenti alla campagna elettorale esortato il paese a dibattere sull'opportunità di una moratoria sull'applicazione della legge sull'aborto, presentarono una lista che nel simbolo recava la scritta «Aborto? No, grazie».

### Candidature
Primo tema affrontato subito dopo lo scioglimento delle Camere fu il "nodo" delle alleanze e delle coalizioni elettorali.
La legge elettorale in vigore imponeva l'obbligo, per ogni lista, di indicare un Capo della forza politica, ovvero, in caso di liste coalizzate, un Capo della coalizione cioè, di fatto, il nome del candidato che la lista si impegnava ad appoggiare per la nomina alla Presidenza del Consiglio dei ministri.
Tuttavia tale nomina non è giuridicamente dovuta, poiché la Presidenza del Consiglio non è un incarico elettivo, ma di nomina del presidente della Repubblica.
Ciò premesso i candidati ufficialmente collegati ai contrassegni depositati al ministero dell'Interno furono originariamente più di 150, molti di più di quelli che effettivamente riuscirono poi a presentare effettivamente le liste a sostegno della propria candidatura, anche in una sola circoscrizione.
Fra questi ultimi quelli che erano sostenuti da liste presentate nella maggioranza delle circoscrizioni per Camera e Senato furono (in ordine alfabetico per cognome):
- Silvio Berlusconi, sostenuto da Il Popolo della Libertà, Lega Nord, Movimento per l'Autonomia;
- Fausto Bertinotti, sostenuto da La Sinistra l'Arcobaleno;
- Enrico Boselli, sostenuto dal Partito Socialista;[56]
- Pier Ferdinando Casini, sostenuto dall'Unione di Centro;[67][69]
- Flavia D'Angeli, sostenuta da Sinistra Critica;[49]
- Stefano De Luca, sostenuto dal Partito Liberale Italiano;[75]
- Bruno De Vita, sostenuto dall'Unione Democratica per i Consumatori;[52]
- Marco Ferrando, sostenuto dal Partito Comunista dei Lavoratori;[48]
- Giuliano Ferrara, sostenuto dall'Associazione Difesa della Vita. Aborto? No Grazie;
- Roberto Fiore, sostenuto da Forza Nuova;[47]
- Stefano Montanari, sostenuto da Per il Bene Comune;
- Daniela Santanchè, sostenuta da La Destra-Fiamma Tricolore;[63][64]
- Walter Veltroni, sostenuto dal Partito Democratico e Italia dei Valori.[45]

#### Codice di autoregolamentazione per le candidature

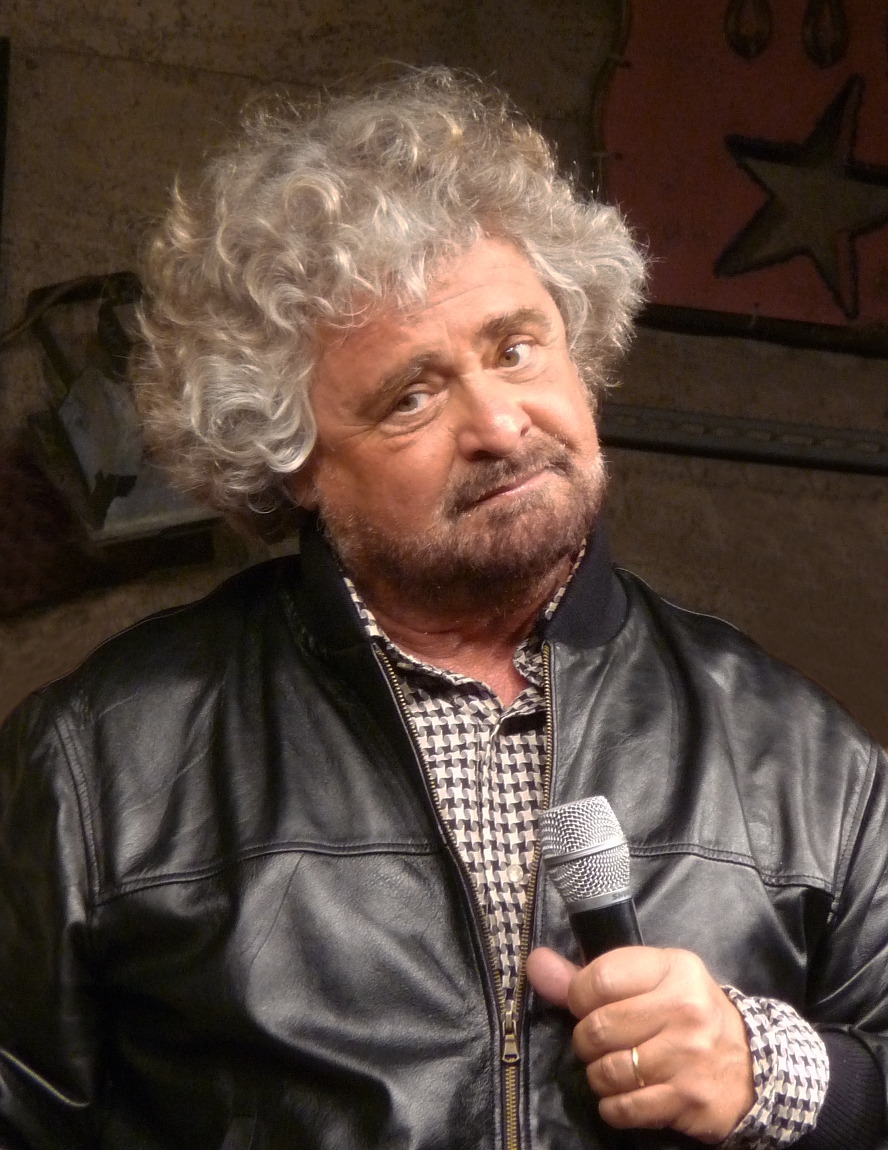
Beppe Grillo ha promosso una campagna dal titolo "parlamento pulito".

Nelle settimane precedenti alla presentazione delle liste elettorali tutti i principali partiti discussero sull'opportunità e sulle modalità per evitare la candidatura di cittadini condannati, o indagati, nelle proprie liste.
Il dibattito ricalcò quello mai completamente sopito nato a seguito, sia della raccomandazione Commissione parlamentare antimafia di un codice di autoregolamentazione per le elezioni amministrative del 2007, sia della raccolta firme promossa da Beppe Grillo per la presentazione di una proposta di legge di iniziativa popolare dall'emblematico titolo "parlamento pulito" che prevedeva, fra l'altro, l'incandidabilità per i condannati in qualunque grado di giudizio indipendentemente dalla gravità del reato.
Il Partito Democratico, dopo aver già approvato un proprio Codice etico in materia, dichiarò – facendo proprio un tema dell'alleata Italia dei Valori – che non avrebbe candidato nessuno che fosse stato condannato in primo grado, cioè anche prima che la sentenza fosse stata definitivamente confermata.
Su proposta di Alleanza Nazionale, il cui leader aveva chiesto "liste pulite", anche Il Popolo della Libertà comunicò di voler impedire la candidatura dei condannati, purché non si trattasse di condanne avvenute a seguito di «processi politici». A tale dichiarazione ne seguì un'altra che precisava che in ogni caso non era ipotizzabile trattare come condannato chi non avesse superato tutti e tre i gradi di giudizio.
Per quanto riguarda La Sinistra l'Arcobaleno, il segretario di Rifondazione Comunista dichiarò che era «necessario un codice etico» proponendo l'adozione di quello già varato dalla commissione antimafia in occasione delle precedenti amministrative.

## Campagna elettorale
La legge elettorale in vigore richiedeva alle forze politiche di presentare i propri programmi contestualmente ai simboli elettorali: per questo tutte le forze politiche e le coalizioni rappresentate in parlamento pubblicarono i loro programmi elettorali entro la prima decade di marzo. In rapporto ai due programmi presentanti per le elezioni politiche del 2006 una differenza evidente fu che nessuno degli schieramenti ripropose programmi lunghi ed estremamente dettagliati come quello presentato dall'Unione nelle consultazioni precedenti.
Confrontando i programmi delle maggiori forze politiche si possono notare analogie di proposte per quanto riguarda, ad esempio, la necessità di investire su scuola, università e ricerca - seppur con diverse sfumature quanto al metodo migliore per farlo - mentre le differenze più profonde si registrano nel campo dell'economia - per cui alcune liste proposero la nazionalizzazione delle imprese mentre altre la loro completa privatizzazione - e dei cosiddetti temi eticamente sensibili; in particolare non manca in nessun programma un riferimento al problema della regolamentazione delle convivenze. Anche l'equilibrio fra la tutela ambientale, la ricerca di nuove fonti energetiche - compreso l'utilizzo dell'energia nucleare che fu più o meno esplicitamente proposto in alcuni casi - e la riqualificazione della rete infrastrutturale sono temi presenti sostanzialmente in tutti i programmi delle principali liste che furono presenti nella competizioni elettorale, così come sono una costante gli impegni per l'efficienza della giustizia e dell'apparato amministrativo, per la riduzione dei costi della politica e per una maggiore sicurezza.

### La vicenda Alitalia
La sorte della compagnia di bandiera italiana si intrecciò con quella della campagna elettorale. Il governo, già prima dello scioglimento delle camere, aveva dato il proprio parere favorevole ad una trattativa commerciale esclusiva con Air France-KLM. Tuttavia, dopo le dimissioni dell'esecutivo, da parte delle forze di opposizione della XV Legislatura giunse la richiesta di astenersi dal proseguire la trattativa. Tale richiesta fu motivata dall'esigenza di rimettere la scelta ad un governo politicamente legittimato, dovendo il governo dimissionario limitarsi al disbrigo degli affari correnti. Tuttavia il ministro dell'economia Tommaso Padoa-Schioppa e il premier Romano Prodi replicarono di non poter garantire che la compagnia non sarebbe andata in fallimento in caso di una dilazione di due mesi, e che tale prospettiva, che avrebbe scaricato i costi sull'azionista statale, a loro parere, rendeva totalmente legittima l'attività dell'esecutivo.

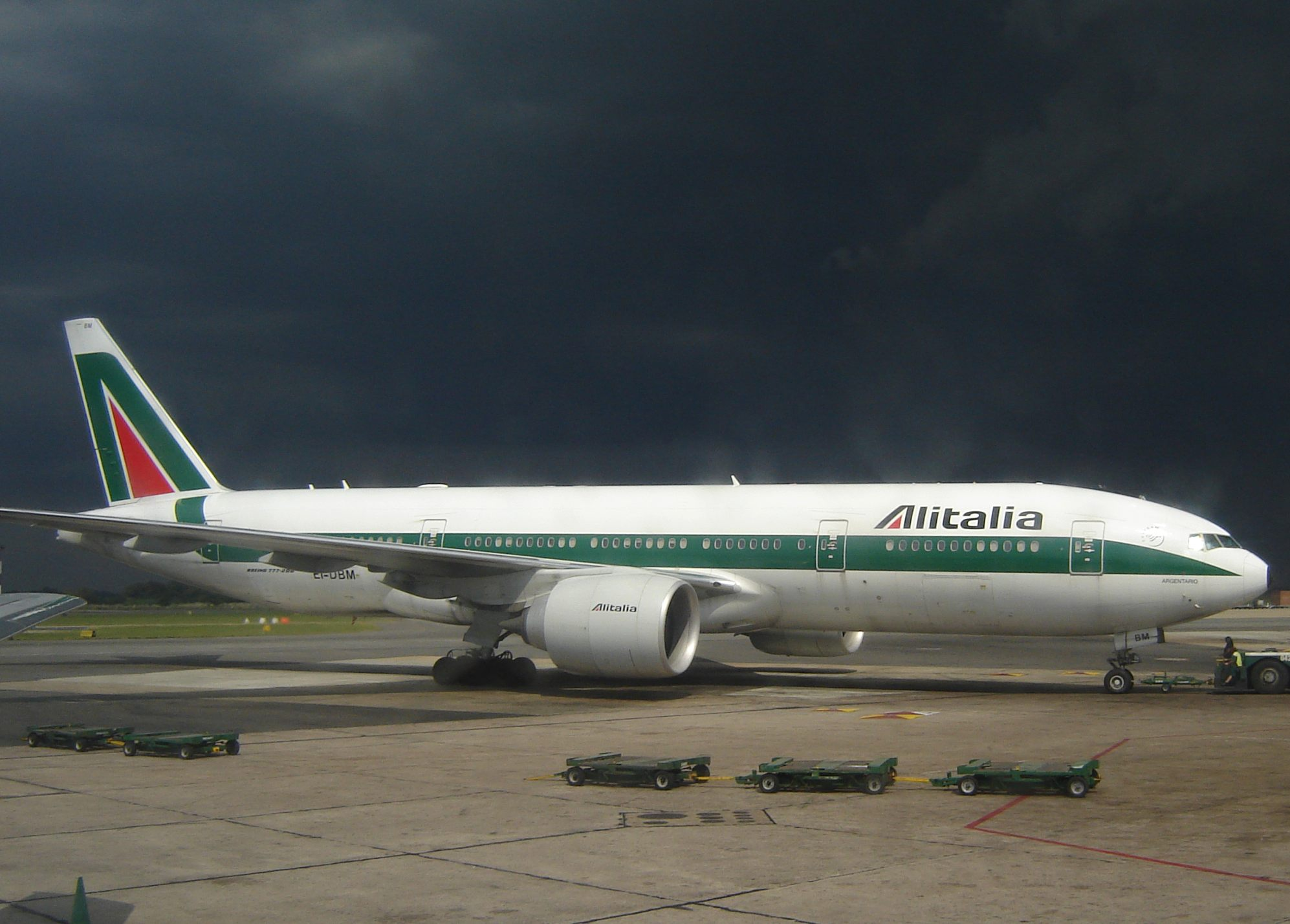
Un Boeing 777 di Alitalia

Dopo l'inizio della campagna elettorale vera e propria, il tema tornò al centro dell'attenzione, grazie anche alla difficoltà intrinseca della trattativa che vedeva contrapposti a diverso titolo, governo, acquirenti e sindacati, nonché gli stessi enti locali lombardi, per il tramite della SEA. Ai problemi che una situazione di questo genere poteva comportare, dal punto di vista squisitamente finanziario, se ne aggiunsero altri, dovuti al crescere continuo dell'interesse dei candidati a capo delle forze politiche per la questione. In particolare il dibattito si focalizzò attorno alla possibilità che si potesse materializzare un gruppo di imprenditori italiani che facesse una controproposta rispetto a quella del vettore francese. Tale cordata avrebbe dovuto sostenere l'originario progetto di Air One di acquisizione di Alitalia. In conseguenza del dibattito sviluppatosi durante la campagna, anche a causa della possibilità concreta che alcuni degli interventi avrebbero rispecchiato la linea politica del futuro governo, di cui Air France comunque si era impegnata a chiedere il gradimento prima di procedere con l'acquisto, il titolo in borsa fu caratterizzato da un'altissima volatilità, tanto da essere più volte sospeso.
Nel corso della campagna, furono espresse almeno tre posizioni distinte: la posizione sostenuta da Silvio Berlusconi, ovvero quella di stimolare, contando anche sul suo doppio ruolo di imprenditore e politico, l'interesse dell'imprenditoria italiana; al contrario, la coalizione guidata da Walter Veltroni, si dichiarò sempre pronta a rispettare le scelte del mercato, non escludendo a priori la vendita ad un gruppo italiano se le condizioni dell'offerta, che comunque non fu ufficialmente presentata prima delle elezioni, fossero risultate migliori. Una terza opzione quella rappresentata dalla lista a sostegno di Fausto Bertinotti che sostenne la possibilità che fosse lo Stato a farsi carico della sorte del risanamento della compagnia almeno provvisoriamente. Le posizioni dei tre personaggi politici suscitarono a più riprese, e a vario titolo, la reazione di sostegno o di disapprovazione da parte delle forze politiche concorrenti.

## Sondaggi pre-voto
La seguente tabella mostra la media dei sondaggi, elaborata a cura del sito termometropolitico.it. 
| Elaborazione          | Mese          | Centrosinistra (Walter Veltroni) | La Sinistra l'Arcobaleno (Fausto Bertinotti) | Unione di Centro (Pier Ferdinando Casini) | Centrodestra (Silvio Berlusconi) |
| --------------------- | ------------- | -------------------------------- | -------------------------------------------- | ----------------------------------------- | -------------------------------- |
| termometropolitico.it | novembre 2007 | 32,6                             | 5,2                                          | 3,5                                       | 45,7                             |
| termometropolitico.it | dicembre 2007 | 29,9                             | 6,3                                          | 5,4                                       | 45,8                             |
| termometropolitico.it | gennaio 2008  | 30,6                             | 4,8                                          | 3,2                                       | 46,0                             |
| termometropolitico.it | febbraio 2008 | 35,4                             | 6,3                                          | 5,3                                       | 44,7                             |
| termometropolitico.it | marzo 2008    | 37,2                             | 5,8                                          | 6,1                                       | 44,4                             |

Per quanto PdL e Lega Nord fossero in vantaggio da mesi, i sondaggi hanno mostrato un andamento secondo cui PD e IdV erano in costante crescita e un richiamo al voto utile agli elettori di sinistra, misto a un'eventuale erosione dei votanti della vecchia Alleanza Nazionale verso La Destra di Daniela Santanchè e l'UdC di Pier Ferdinando Casini, avrebbe per lo meno potuto portare il Partito Democratico a divenire primo partito; inoltre, con i votanti all'estero, sembrava possibile la formazione di maggioranze diverse tra Camera e Senato come si sfiorò due anni prima. In realtà il richiamo al voto utile generò sì lo sgonfiamento della lista di Bertinotti, ma sia la coalizione di Veltroni sia il suo partito non ne beneficiarono, mostrando la sovrastima di uno dei due schieramenti. Intanto a destra l'emorragia di voti verso altre forze moderate o più estremiste non avvenne e mentre Il Popolo della Libertà divenne primo partito, al Senato il risultato fu oltre le attese vista la vittoria anche in regioni come il Lazio, Campania e Liguria, fino all'ultimo date appannaggio dell'avversario.

## Risultati
Pochi secondi dopo la chiusura dei seggi furono diffusi gli exit poll per la Camera dei deputati. Essi assegnavano la vittoria al Popolo della Libertà ma con un margine ridotto di vantaggio: 42% alla coalizione che sosteneva Silvio Berlusconi e 40% a quella che sosteneva Walter Veltroni. Pur avendo correttamente predetto la vittoria del centrodestra, come nel 2006 gli exit poll presentavano errori elevati rispetto al dato reale (-5% per la coalizione di centrodestra, +2,5% per quella di centrosinistra). Inoltre sovrastimavano sia il Partito Democratico, che venne erroneamente indicato come primo partito italiano, sia la Sinistra Arcobaleno, cui fu assegnata una percentuale di voti che pareva sufficiente ad assicurare l'elezione di alcuni suoi parlamentari.
I risultati delle elezioni politiche furono diffusi, a titolo provvisorio, dal ministero dell'Interno, man mano che le prefetture ricevevano i verbali delle sezioni elettorali. I risultati definitivi, salvo reclami esaminati dalla giunte per le elezioni della Camera dei deputati e del Senato della Repubblica, furono forniti dalla Commissione elettorale centrale istituita presso la Suprema Corte di Cassazione. A seguito della proclamazione dei risultati nazionali, le singole commissioni elettorali circoscrizionali proclamarono i candidati eletti. La composizione del plenum di entrambe le assemblee legislative nella XVI Legislatura, tuttavia, fu definita solo dopo che i parlamentari eletti in più circoscrizioni decisero per quale seggio optare lasciando che i primi dei non eletti nelle altre circoscrizioni accedessero in loro vece in Parlamento.

### Camera dei deputati
|                   |                                           |                                           |                                           |                     |                     |                     |               |               |               |           |        |        |              |     |
| Coalizione        | Coalizione                                | Partito                                   | Partito                                   | Italia (19 regioni) | Italia (19 regioni) | Italia (19 regioni) | Valle d'Aosta | Valle d'Aosta | Valle d'Aosta | Estero    | Estero | Estero | Totale seggi | +/– |
| Coalizione        | Coalizione                                | Partito                                   | Partito                                   | Voti                | %                   | Seggi               | Voti          | %             | Seggi         | Voti      | %      | Seggi  | Totale seggi | +/– |
|                   | Coalizione di centro-destra               |                                           | Il Popolo della Libertà                   | 13.629.464          | 37,38               | 272                 | 13.880        | 18,52         | 0             | 322.437   | 30,90  | 4      | 276          | +60 |
|                   | Coalizione di centro-destra               | Lega Nord                                 | 3.024.543                                 | 8,30                | 60                  | 2.322               | 3,10          | 0             | N.D.          | N.D.      | 0      | 60     | +34          |     |
|                   | Coalizione di centro-destra               | Movimento per l'Autonomia                 | 410.499                                   | 1,13                | 8                   | N.D.                | N.D.          | 0             | N.D.          | N.D.      | 0      | 8      | +34          |     |
| Totale coalizione | Totale coalizione                         | 17.064.506                                | 46,81                                     | 340                 | 13.880              | 21,62               | 0             | 322.437       | 30,90         | 4         | 344    | +94    |              |     |
|                   | Coalizione di centro-sinistra             |                                           | Partito Democratico                       | 12.095.306          | 33,18               | 211                 | N.D.          | N.D.          | 0             | 338.954   | 32,48  | 6      | 217          | −9  |
|                   | Coalizione di centro-sinistra             | Italia dei Valori                         | 1.594.024                                 | 4,37                | 28                  | N.D.                | N.D.          | 0             | 42.149        | 4,04      | 1      | 29     | +12          |     |
|                   | Coalizione di centro-sinistra             | Autonomie Liberté Démocratie              | N.D.                                      | N.D.                | 0                   | 29.314              | 39,12         | 1             | N.D.          | N.D.      | 0      | 1      | ±0           |     |
| Totale coalizione | Totale coalizione                         | 13.689.330                                | 37,55                                     | 239                 | 29.314              | 39,12               | 1             | 381.103       | 36,52         | 7         | 247    | +3     |              |     |
|                   | Unione di Centro                          | Unione di Centro                          | Unione di Centro                          | 2.050.229           | 5,62                | 36                  | N.D.          | N.D.          | 0             | 88.017    | 8,43   | 0      | 36           | −3  |
|                   | La Sinistra l'Arcobaleno                  | La Sinistra l'Arcobaleno                  | La Sinistra l'Arcobaleno                  | 1.124.298           | 3,08                | 0                   | N.D.          | N.D.          | 0             | 28.495    | 2,73   | 0      | 0            | −72 |
|                   | La Destra - Fiamma Tricolore              | La Destra - Fiamma Tricolore              | La Destra - Fiamma Tricolore              | 884.961             | 2,43                | 0                   | N.D.          | N.D.          | 0             | 14.974    | 1,43   | 0      | 0            | ±0  |
|                   | Partito Socialista                        | Partito Socialista                        | Partito Socialista                        | 355.495             | 0,98                | 0                   | N.D.          | N.D.          | 0             | 32.513    | 3,12   | 0      | 0            | –   |
|                   | Südtiroler Volkspartei                    | Südtiroler Volkspartei                    | Südtiroler Volkspartei                    | 147.718             | 0,41                | 2                   | N.D.          | N.D.          | 0             | N.D.      | N.D.   | 0      | 2            | −2  |
|                   | Movimento Associativo Italiani all'Estero | Movimento Associativo Italiani all'Estero | Movimento Associativo Italiani all'Estero | N.D.                | N.D.                | 0                   | N.D.          | N.D.          | 0             | 86.970    | 8,33   | 1      | 1            | –   |
|                   | Altre liste                               | Altre liste                               | Altre liste                               | 1.140.717           | 3,12                | 0                   | 29.423        | 39,26         | 0             | 89.009    | 8,54   | 0      | 0            | ±0  |
| Totale            | Totale                                    | Totale                                    | Totale                                    | 36.457.254          | 100,00              | 617                 | 74.939        | 100,00        | 1             | 1.043.518 | 100,00 | 12     | 630          | –   |

#### Italia (19 regioni)

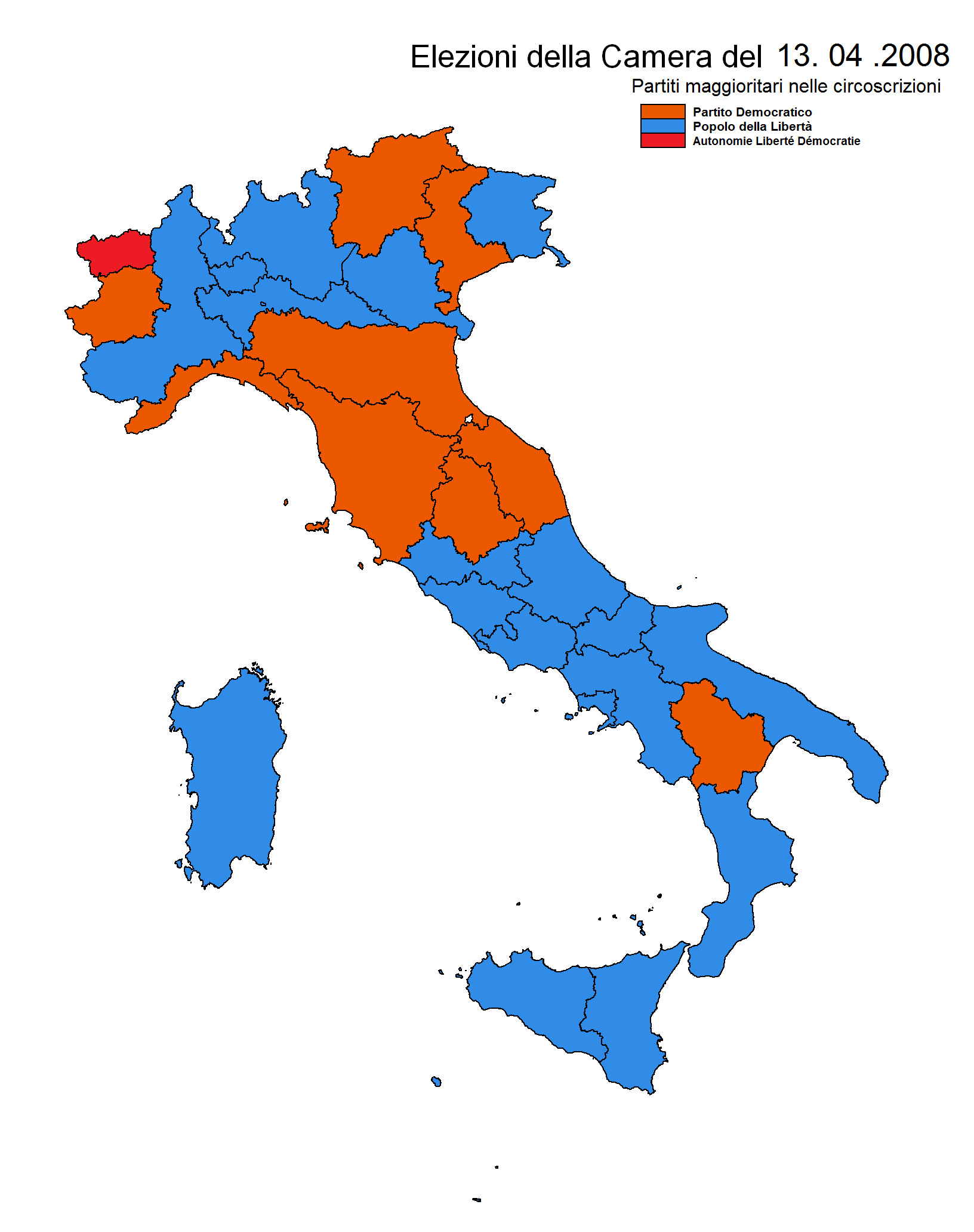
Partiti maggioritari nelle singole circoscrizioni elettorali

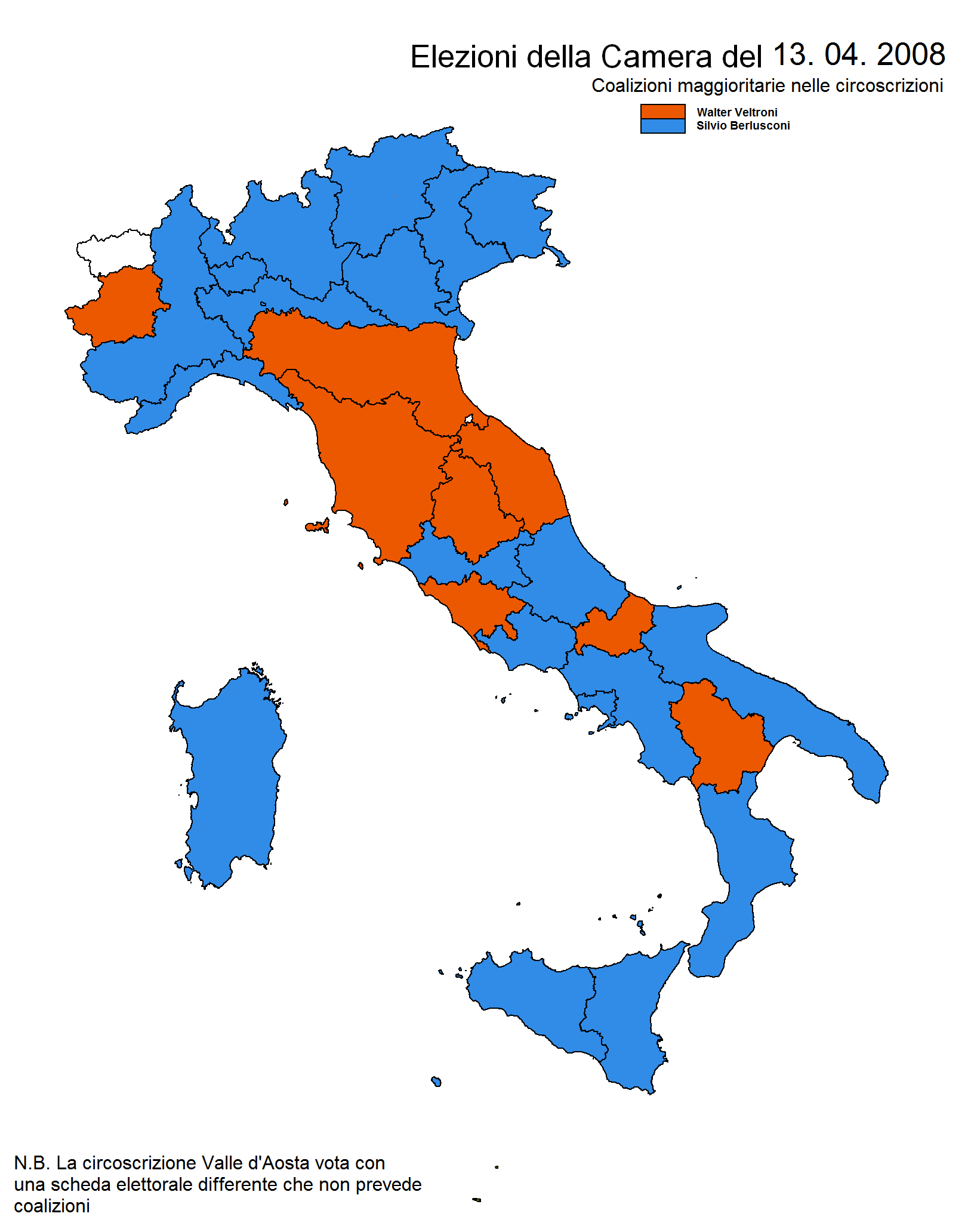
Coalizioni (e candidati leader) maggioritarie nelle singole circoscrizioni elettorali

| Leader                                            | Leader                 | Lista  | Voti       | %      | Seggi | Differenza (%) | / |
| ------------------------------------------------- | ---------------------- | ------ | ---------- | ------ | ----- | -------------- | - |
|                                                   | Silvio Berlusconi      |        |            |        |       |                |   |
| Il Popolo della Libertà (PdL/FI-AN)               | 13.629.464             | 37,38  | 272        | 1,28   | 60    |                |   |
| Lega Nord (LN)                                    | 3.024.543              | 8,30   | 60         | 2,84   | 34    |                |   |
| Movimento per l'Autonomia (MpA)                   | 410.499                | 1,13   | 8          | -      | -     |                |   |
| Totale coalizione                                 | 17.064.506             | 46,81  | 340        | 2,93   | 63    |                |   |
|                                                   | Walter Veltroni        |        |            |        |       |                |   |
| Partito Democratico (PD)                          | 12.095.306             | 33,18  | 211        | 1,97   | 3     |                |   |
| Italia dei Valori (IdV)                           | 1.594.024              | 4,37   | 28         | 2,08   | 12    |                |   |
| Totale coalizione                                 | 13.689.330             | 37,55  | 239        | 12,26  | 101   |                |   |
|                                                   | Pier Ferdinando Casini |        |            |        |       |                |   |
| Unione di Centro (UdC)                            | 2.050.229              | 5,62   | 36         | 1,13   | 3     |                |   |
|                                                   | Fausto Bertinotti      |        |            |        |       |                |   |
| La Sinistra l'Arcobaleno (SA)                     | 1.124.298              | 3,12   | 0          | 7,01   | 72    |                |   |
|                                                   | Daniela Santanchè      |        |            |        |       |                |   |
| La Destra - Fiamma Tricolore (LD-FT)              | 884.961                | 2,43   | 0          | -      | -     |                |   |
|                                                   | Enrico Boselli         |        |            |        |       |                |   |
| Partito Socialista (PS)                           | 355.495                | 0,98   | 0          | 1,91   | 18    |                |   |
|                                                   | Marco Ferrando         |        |            |        |       |                |   |
| Partito Comunista dei Lavoratori (PCL)            | 208.296                | 0,57   | 0          | -      | -     |                |   |
|                                                   | Flavia D'Angeli        |        |            |        |       |                |   |
| Sinistra Critica (SC)                             | 168.916                | 0,46   | 0          | -      | -     |                |   |
|                                                   | Siegfried Brugger      |        |            |        |       |                |   |
| Südtiroler Volkspartei (SVP)                      | 147.718                | 0,41   | 2          | 0,07   | 2     |                |   |
|                                                   | Giuliano Ferrara       |        |            |        |       |                |   |
| Associazione Difesa della Vita. Aborto? No Grazie | 135.535                | 0,37   | 0          | -      | -     |                |   |
|                                                   | Stefano Montanari      |        |            |        |       |                |   |
| Per il Bene Comune (PBC)                          | 119.569                | 0,33   | 0          | -      | -     |                |   |
|                                                   | Roberto Fiore          |        |            |        |       |                |   |
| Forza Nuova (FN)                                  | 109.699                | 0,30   | 0          | -      | -     |                |   |
|                                                   | Stefano De Luca        |        |            |        |       |                |   |
| Partito Liberale Italiano (PLI)                   | 104.053                | 0,29   | 0          | -      | -     |                |   |
|                                                   | Bruno De Vita          |        |            |        |       |                |   |
| Unione Democratica per i Consumatori (UDpC)       | 91.106                 | 0,25   | 0          | -      | -     |                |   |
|                                                   | Renzo Rabellino        |        |            |        |       |                |   |
| Lista dei Grilli Parlanti                         | 66.835                 | 0,18   | 0          | -      | -     |                |   |
|                                                   | Altri                  |        |            |        |       |                |   |
| Altre liste                                       | 136.708                | 0,39   | 0          | -      | -     |                |   |
| Totale                                            | Totale                 | Totale | 36.457.254 | 100,00 | 617   |                |   |

#### Valle d'Aosta
| Candidato | Candidato             | Lista                              | Voti   | %      | Seggi |
| --------- | --------------------- | ---------------------------------- | ------ | ------ | ----- |
|           | Roberto Rolando Nicco | Autonomie Liberté Démocratie (ALD) | 29.314 | 39,12  | 1     |
|           | Ego Perron            | Vallée d'Aoste (VdA)               | 28.357 | 37,84  | 0     |
|           | Giuseppe Gambardella  | Il Popolo della Libertà (PdL)      | 13.880 | 18,52  | 0     |
|           | Patrizio Giovannacci  | Lega Nord (LN)                     | 2.322  | 3,10   | 0     |
|           | Giancarlo Borluzzi    | Azione Sociale (AS)                | 1.066  | 1,42   | 0     |
| Totale    | Totale                | Totale                             | 74.939 | 100,00 | 1     |

#### Estero
| Lista  | Lista                                            | Voti      | %      | Seggi |
| ------ | ------------------------------------------------ | --------- | ------ | ----- |
|        | Partito Democratico (PD)                         | 338.954   | 32,48  | 6     |
|        | Il Popolo della Libertà (PdL)                    | 322.437   | 30,90  | 4     |
|        | Unione di Centro (UdC)                           | 88.017    | 8,43   | 0     |
|        | Movimento Associativo Italiani all'Estero (MAIE) | 86.970    | 8,33   | 1     |
|        | Associazioni Italiane in Sud America (AISA)      | 64.325    | 6,16   | 0     |
|        | Italia dei Valori (IdV)                          | 42.149    | 4,04   | 1     |
|        | Partito Socialista (PS)                          | 32.513    | 3,12   | 0     |
|        | La Sinistra l'Arcobaleno (SA)                    | 28.495    | 2,73   | 0     |
|        | La Destra - Fiamma Tricolore (LD-FT)             | 14.974    | 1,43   | 0     |
|        | L'Altra Sicilia (LAS)                            | 9.251     | 0,89   | 0     |
|        | Sinistra Critica (SC)                            | 6.062     | 0,58   | 0     |
|        | Consumatori Civici Italiani (CCI)                | 4.878     | 0,47   | 0     |
|        | Valori e Futuro (VF)                             | 4.493     | 0,43   | 0     |
| Totale | Totale                                           | 1.043.518 | 100,00 | 12    |

### Senato della Repubblica
|                   |                                           |                                           |                                           |                     |                     |                     |               |               |               |                     |                     |                     |         |        |        |              |     |
| Coalizione        | Coalizione                                | Partito                                   | Partito                                   | Italia (18 regioni) | Italia (18 regioni) | Italia (18 regioni) | Valle d'Aosta | Valle d'Aosta | Valle d'Aosta | Trentino-Alto Adige | Trentino-Alto Adige | Trentino-Alto Adige | Estero  | Estero | Estero | Totale seggi | +/– |
| Coalizione        | Coalizione                                | Partito                                   | Partito                                   | Voti                | %                   | Seggi               | Voti          | %             | Seggi         | Voti                | %                   | Seggi               | Voti    | %      | Seggi  | Totale seggi | +/– |
|                   | Coalizione di centro-destra               |                                           | Il Popolo della Libertà                   | 12.511.258          | 38,17               | 141                 | 12.167        | 17,25         | 0             | 156.126             | 28,18               | 3                   | 322.698 | 33,86  | 3      | 147          | +26 |
|                   | Coalizione di centro-destra               | Lega Nord                                 | 2.642.280                                 | 8,06                | 25                  | 2.081               | 2,95          | 0             | N.D.          | N.D.                | 0                   | N.D.                | N.D.    | 0      | 25     | +11          |     |
|                   | Coalizione di centro-destra               | Movimento per l'Autonomia                 | 355.361                                   | 1,08                | 2                   | N.D.                | N.D.          | 0             | N.D.          | N.D.                | 0                   | N.D.                | N.D.    | 0      | 2      | +11          |     |
| Totale coalizione | Totale coalizione                         | 15.508.899                                | 47,31                                     | 168                 | 14.248              | 20,20               | 0             | 156.126       | 28,18         | 3                   | 322.698             | 33,86               | 3       | 174    | +37    |              |     |
|                   | Coalizione di centro-sinistra             |                                           | Partito Democratico                       | 11.042.452          | 33,69               | 116                 | N.D.          | N.D.          | 0             | 19.253              | 3,48                | 0                   | 314.703 | 33,02  | 2      | 118          | +10 |
|                   | Coalizione di centro-sinistra             | Italia dei Valori                         | 1.414.730                                 | 4,31                | 14                  | N.D.                | N.D.          | 0             | N.D.          | N.D.                | 0                   | 38.357              | 4,02    | 0      | 14     | +10          |     |
|                   | Coalizione di centro-sinistra             | Altri di centro-sinistra                  | N.D.                                      | N.D.                | 0                   | 26.377              | 37,40         | 0             | N.D.          | N.D.                | 0                   | N.D.                | N.D.    | 0      | 0      | −1           |     |
| Totale coalizione | Totale coalizione                         | 12.457.182                                | 38,00                                     | 130                 | 26.377              | 37,40               | 0             | 19.253        | 3,48          | 0                   | 353.060             | 37,04               | 2       | 132    | +19    |              |     |
|                   | Unione di Centro                          | Unione di Centro                          | Unione di Centro                          | 1.866.356           | 5,69                | 3                   | N.D.          | N.D.          | 0             | 32.511              | 5,87                | 0                   | 57,817  | 6,07   | 0      | 3            | −18 |
|                   | La Sinistra l'Arcobaleno                  | La Sinistra l'Arcobaleno                  | La Sinistra l'Arcobaleno                  | 1.053.258           | 3,21                | 0                   | N.D.          | N.D.          | 0             | 39.957              | 7,21                | 0                   | 27.067  | 2,84   | 0      | 0            | −38 |
|                   | La Destra - Fiamma Tricolore              | La Destra - Fiamma Tricolore              | La Destra - Fiamma Tricolore              | 686.926             | 2,09                | 0                   | N.D.          | N.D.          | 0             | 16.462              | 2,97                | 0                   | 13.139  | 1,38   | 0      | 0            | –   |
|                   | Partito Socialista                        | Partito Socialista                        | Partito Socialista                        | 284.837             | 0,86                | 0                   | N.D.          | N.D.          | 0             | 369                 | 0,07                | 0                   | 28.149  | 2,95   | 0      | 0            | –   |
|                   | Vallée d'Aoste                            | Vallée d'Aoste                            | Vallée d'Aoste                            | N.D.                | N.D.                | 0                   | 29.191        | 41,39         | 1             | N.D.                | N.D.                | 0                   | N.D.    | N.D.   | 0      | 1            | +1  |
|                   | Südtiroler Volkspartei                    | Südtiroler Volkspartei                    | Südtiroler Volkspartei                    | N.D.                | N.D.                | 0                   | N.D.          | N.D.          | 0             | 252.669             | 45,61               | 4                   | N.D.    | N.D.   | 0      | 4            | +1  |
|                   | Movimento Associativo Italiani all'Estero | Movimento Associativo Italiani all'Estero | Movimento Associativo Italiani all'Estero | N.D.                | N.D.                | 0                   | N.D.          | N.D.          | 0             | N.D.                | N.D.                | 0                   | 72.511  | 7,61   | 1      | 1            | –   |
|                   | Altre liste                               | Altre liste                               | Altre liste                               | 962.534             | 2,71                | 0                   | 712           | 1,01          | 0             | 36.592              | 6,60                | 0                   | 78.703  | 8,25   | 0      | 0            | ±0  |
| Totale            | Totale                                    | Totale                                    | Totale                                    | 32.774.339          | 100,00              | 301                 | 70.520        | 100,00        | 1             | 553.939             | 100,00              | 7                   | 953.144 | 100,00 | 6      | 315          | –   |

#### Italia (18 regioni)

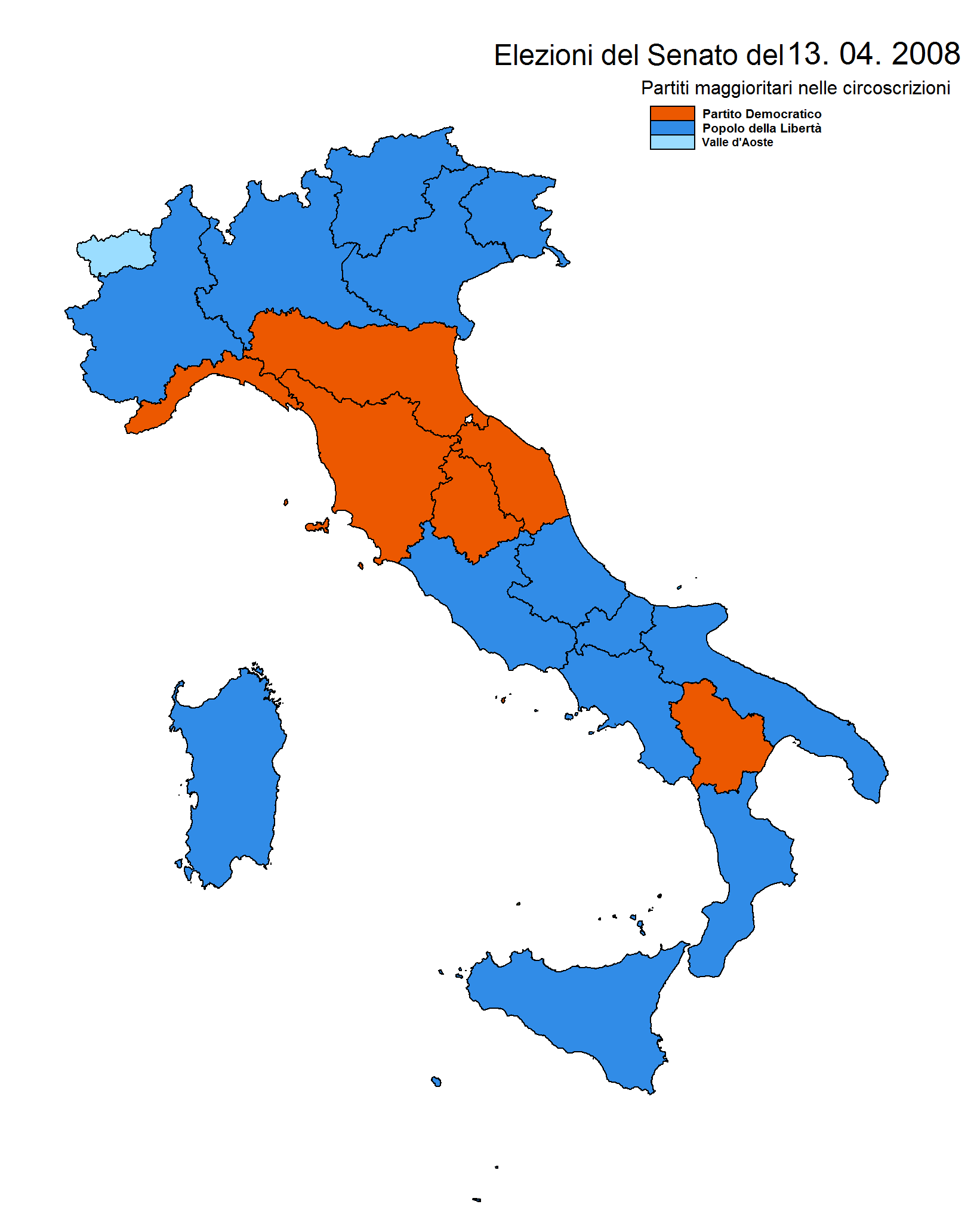
Partiti maggioritari nelle singole circoscrizioni elettorali

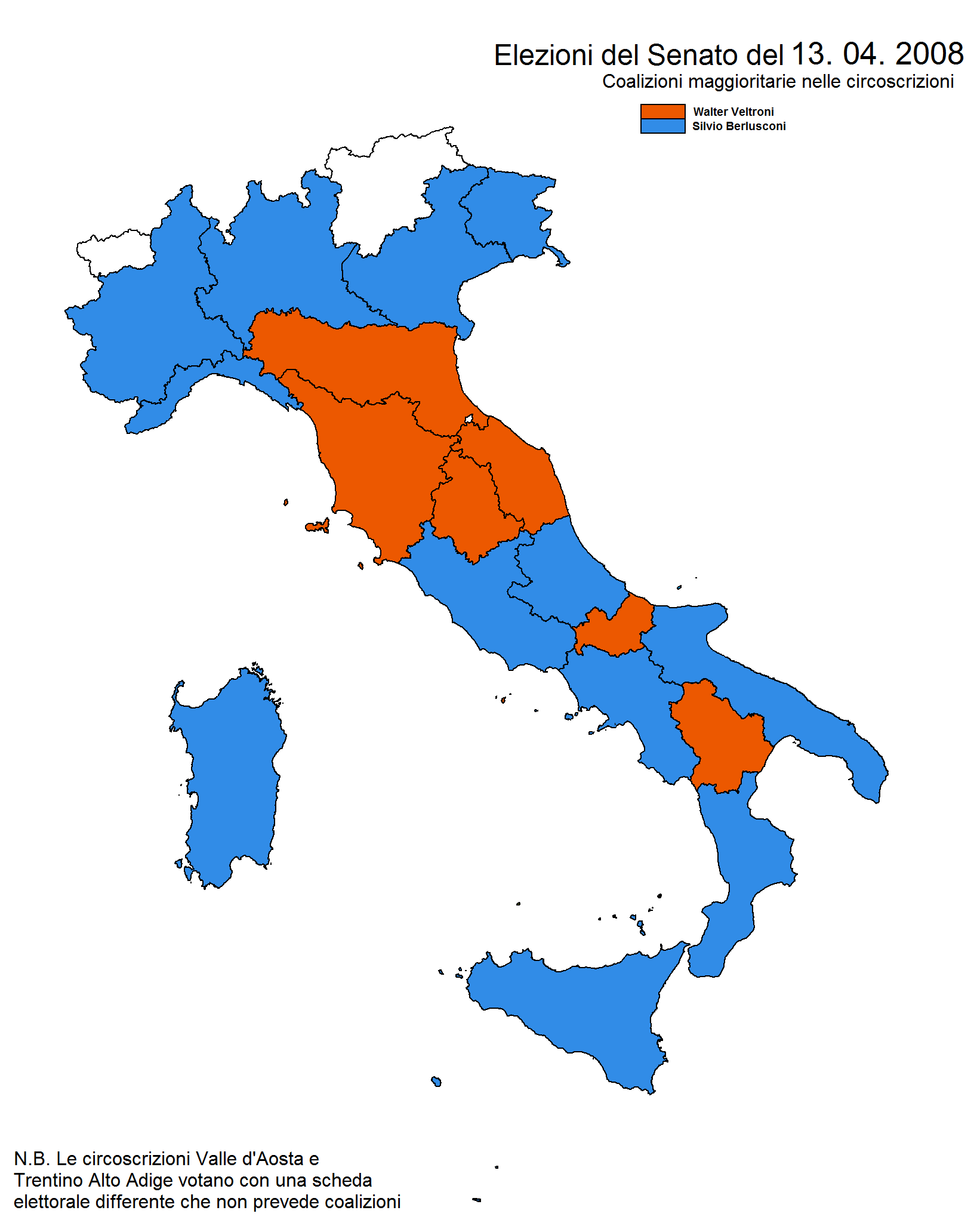
Coalizioni (e candidati leader) maggioritarie nelle singole circoscrizioni elettorali

| Leader                                         | Leader                 | Lista  | Voti       | %      | Seggi   | Differenza (%) | / |
| ---------------------------------------------- | ---------------------- | ------ | ---------- | ------ | ------- | -------------- | - |
|                                                | Silvio Berlusconi      |        |            |        |         |                |   |
| Il Popolo della Libertà (PdL)                  | 12.511.258             | 38,17  | 141        | 1,01   | 25      |                |   |
| Lega Nord (LN)                                 | 2.642.280              | 8,06   | 25         | 3,66   | 12      |                |   |
| Movimento per l'Autonomia (MpA)                | 355.361                | 1,08   | 2          | 1,08   | 2       |                |   |
| Totale coalizione                              | 15.508.899             | 47,31  | 168        | 2,88   | 15      |                |   |
|                                                | Walter Veltroni        |        |            |        |         |                |   |
| Partito Democratico (PD)                       | 11.042.452             | 33,69  | 116        | 5,78   | 13      |                |   |
| Italia dei Valori (IdV)                        | 1.414.730              | 4,31   | 14         | 1,49   | 10      |                |   |
| Totale coalizione                              | 12.457.182             | 38,00  | 130        | 10,95  | 18      |                |   |
|                                                | Pier Ferdinando Casini |        |            |        |         |                |   |
| Unione di Centro (UdC)                         | 1.866.356              | 5,69   | 3          | 0,95   | 18      |                |   |
|                                                | Fausto Bertinotti      |        |            |        |         |                |   |
| La Sinistra l'Arcobaleno (SA)                  | 1.053.258              | 3,21   | 0          | 8,12   | 38      |                |   |
|                                                | Daniela Santanchè      |        |            |        |         |                |   |
| La Destra - Fiamma Tricolore (LD-FT)           | 686.926                | 2,09   | 0          | 1,47   | Stabile |                |   |
|                                                | Enrico Boselli         |        |            |        |         |                |   |
| Partito Socialista (PS)                        | 284.837                | 0,86   | 0          | 1,94   | -       |                |   |
|                                                | Marco Ferrando         |        |            |        |         |                |   |
| Partito Comunista dei Lavoratori (PCL)         | 180.442                | 0,55   | 0          | -      | -       |                |   |
|                                                | Flavia D'Angeli        |        |            |        |         |                |   |
| Sinistra Critica (SC)                          | 136.679                | 0,41   | 0          | -      | -       |                |   |
|                                                | Stefano Montanari      |        |            |        |         |                |   |
| Per il Bene Comune (PBC)                       | 105.827                | 0,32   | 0          | -      | -       |                |   |
|                                                | Stefano De Luca        |        |            |        |         |                |   |
| Partito Liberale Italiano (PLI)                | 100.759                | 0,30   | 0          | -      | -       |                |   |
|                                                | Roberto Fiore          |        |            |        |         |                |   |
| Forza Nuova (FN)                               | 85.564                 | 0,26   | 0          | -      | -       |                |   |
|                                                | Bruno De Vita          |        |            |        |         |                |   |
| Unione Democratica per i Consumatori (UDpC)    | 78.139                 | 0,23   | 0          | -      | -       |                |   |
|                                                | Renzo Rabellino        |        |            |        |         |                |   |
| Lista dei Grilli Parlanti                      | 49.535                 | 0,15   | 0          | -      | -       |                |   |
|                                                | Giorgio Vido           |        |            |        |         |                |   |
| Liga Veneta Repubblica (LVR)                   | 47.647                 | 0,14   | 0          | -      | -       |                |   |
|                                                | Eva Rossi              |        |            |        |         |                |   |
| Lega per l'Autonomia - Alleanza Lombarda (LAL) | 45.623                 | 0,13   | 0          | -      | -       |                |   |
|                                                | Altri                  |        |            |        |         |                |   |
| Altre liste                                    | 132.319                | 0,22   | 0          | -      | -       |                |   |
| Totale                                         | Totale                 | Totale | 32.774.339 | 100,00 | 301     |                |   |

#### Valle d'Aosta
| Candidato | Candidato       | Lista                              | Voti   | %      | Seggi |
| --------- | --------------- | ---------------------------------- | ------ | ------ | ----- |
|           | Antonio Fosson  | Vallée d'Aoste (VdA)               | 29.191 | 41,39  | 1     |
|           | Carlo Perrin    | Autonomie Liberté Démocratie (ALD) | 26.377 | 37,40  | 0     |
|           | Anacleto Benin  | Il Popolo della Libertà (PdL)      | 12.167 | 17,25  | 0     |
|           | Sergio Ferrero  | Lega Nord (LN)                     | 2.081  | 2,95   | 0     |
|           | Marinella Monza | Azione Sociale (AS)                | 712    | 1,01   | 0     |
| Totale    | Totale          | Totale                             | 70.528 | 100,00 | 1     |

#### Trentino-Alto Adige/Südtirol
| Lista  | Lista                                                       | Voti    | %      | Seggi |
| ------ | ----------------------------------------------------------- | ------- | ------ | ----- |
|        | Il Popolo della Libertà (PdL)                               | 156.126 | 28,18  | 3     |
|        | Südtiroler Volkspartei - Insieme per le Autonomie (SVP-IpA) | 153.721 | 27,75  | 2     |
|        | Südtiroler Volkspartei (SVP)                                | 98.948  | 17,86  | 2     |
|        | La Sinistra l'Arcobaleno (SA)                               | 39.957  | 7,21   | 0     |
|        | Unione di Centro (UdC)                                      | 32.511  | 5,87   | 0     |
|        | Die Freiheitlichen (DF)                                     | 24.772  | 4,47   | 0     |
|        | Partito Democratico (PD)                                    | 19.253  | 3,48   | 0     |
|        | La Destra - Fiamma Tricolore (LD-FT)                        | 16.462  | 2,97   | 0     |
|        | Union für Südtirol (UfS)                                    | 11.820  | 2,13   | 0     |
|        | Partito Socialista (PS)                                     | 369     | 0,07   | 0     |
| Totale | Totale                                                      | 553.939 | 100,00 | 7     |

#### Estero
| Lista  | Lista                                            | Voti    | %      | Seggi |
| ------ | ------------------------------------------------ | ------- | ------ | ----- |
|        | Il Popolo della Libertà (PdL)                    | 322.698 | 33,86  | 3     |
|        | Partito Democratico (PD)                         | 314.703 | 33,02  | 2     |
|        | Movimento Associativo Italiani all'Estero (MAIE) | 72.511  | 7,61   | 1     |
|        | Associazioni Italiane in Sud America (AISA)      | 60.794  | 6,38   | 0     |
|        | Unione di Centro (UdC)                           | 57.817  | 6,07   | 0     |
|        | Italia dei Valori (IdV)                          | 38.357  | 4,02   | 0     |
|        | Partito Socialista (PS)                          | 28.149  | 2,95   | 0     |
|        | La Sinistra l'Arcobaleno (SA)                    | 27.067  | 2,84   | 0     |
|        | La Destra - Fiamma Tricolore (LD-FT)             | 13.139  | 1,38   | 0     |
|        | L'Altra Sicilia (LAS)                            | 8.391   | 0,88   | 0     |
|        | Sinistra Critica (SC)                            | 5.855   | 0,61   | 0     |
|        | Consumatori Civici Italiani (CCI)                | 3.663   | 0,38   | 0     |
| Totale | Totale                                           | 953.144 | 100,00 | 6     |

## Affluenza alle urne
- Dati definitivi sull'affluenza alle ore 15,00 di lunedì 14 aprile. Le percentuali dei votanti sono state le seguenti: Camera dei Deputati: 80,456% (di cui 36 452 305 voti validi (77,073%) su 47 295 978 elettori aventi diritto), Senato della Repubblica 80,507% (di cui 32 771 227 voti validi (75,759%) su 43 257 208 elettori aventi diritto), Provinciali: 74,580%, Comunali: 78,116%.
- Alle ore 22,00 di domenica 13 aprile le percentuali dei votanti sono state le seguenti: Camera dei Deputati 62,546%, Provinciali 57,067%, Comunali 60,640%.
- Alle ore 19,00 di domenica 13 aprile le percentuali dei votanti sono state le seguenti: Camera dei Deputati 48,689%, Provinciali 43,424%, Comunali 46,669%.
- Alle ore 12,00 di domenica 13 aprile le percentuali dei votanti sono state le seguenti: Camera dei Deputati 16,356%, Provinciali 14,286%, Comunali 15,564%.[121]

## Analisi territoriale del voto
| Camera dei deputati, distribuzione del voto per comune | Camera dei deputati, distribuzione del voto per comune |
| ------------------------------------------------------ | ------------------------------------------------------ |
|                                                        |                                                        |
| Distribuzione del voto di lista                        | Distribuzione del voto di lista/coalizione             |

Rispetto alle precedenti elezioni del 2006 ha avuto luogo una stragrande prevalenza del centro-destra sul centro sinistra nella quasi totalità delle regioni.

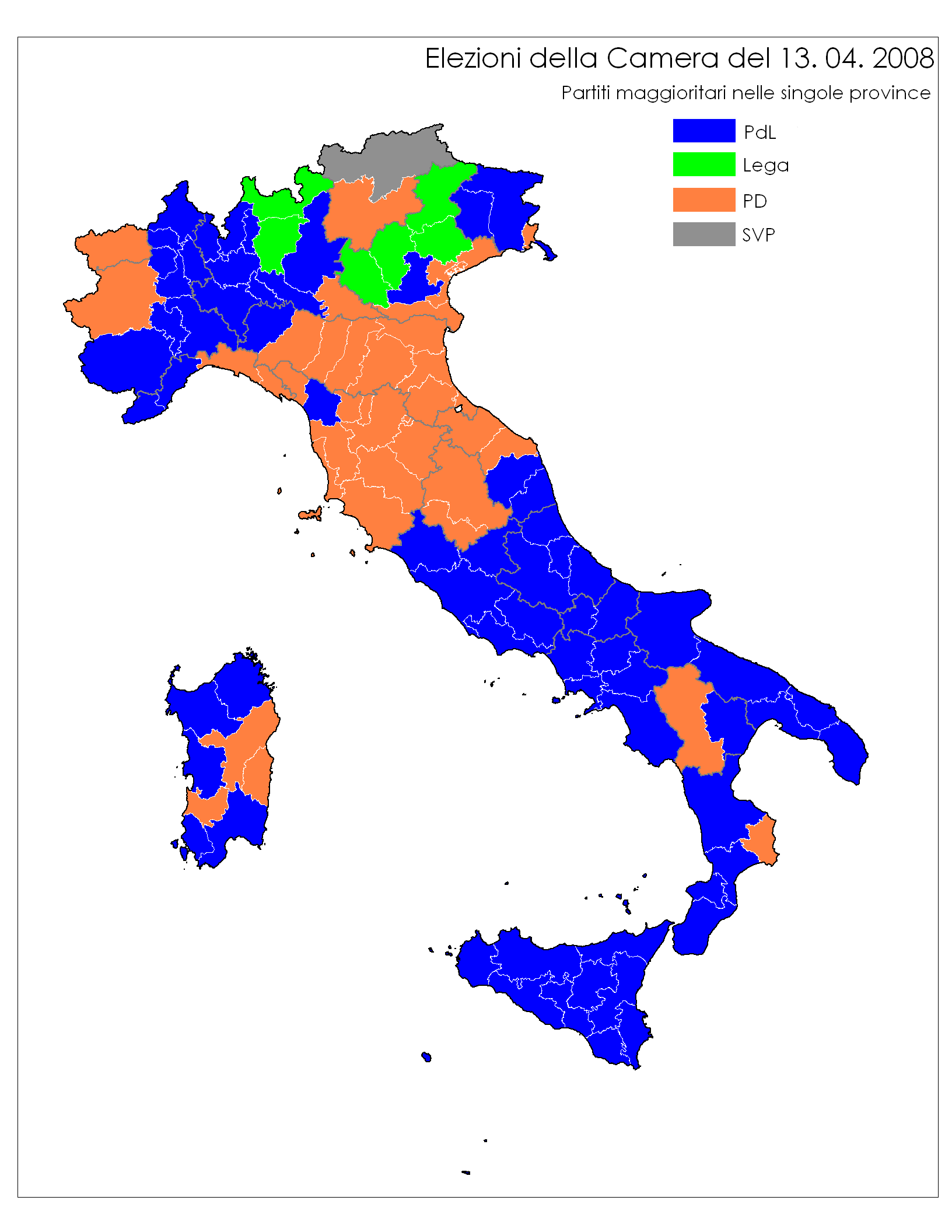
Partiti maggioritari nelle singole province per la Camera

Coalizioni maggioritarie nelle singole regioni per il Senato

La coalizione di centro-destra di Silvio Berlusconi sfiorò alla Camera dei Deputati il 55% dei voti in Lombardia e Veneto, e ottenendone oltre il 50% in Campania e Sicilia. Ottimi risultati sono stati ottenuti anche in Friuli-Venezia Giulia, Lazio, Piemonte e Puglia, dove la coalizione supera il 45% dei consensi. Da segnalare la prevalenza della Lega Nord, con oltre il 30% dei voti come partito principale nelle province lombarde di Bergamo e Sondrio, e in quelle venete di Treviso, Verona e Vicenza.
La coalizione di centro-sinistra di Walter Veltroni ottiene buoni risultati solo in Toscana, dove alla Camera dei Deputati supera il 50% delle preferenze, in Emilia-Romagna, dove sfiora il 50%, e in Umbria e Marche, dove supera il 45%.

## Conseguenze del voto
I risultati elettorali hanno consegnato alle aule parlamentari una composizione di eletti che non vede rappresentanze dei partiti della sinistra tradizionale (socialisti e comunisti) per la prima volta nella storia della Repubblica Italiana e dopo più di un secolo, se si esclude il ventennio di dittatura fascista. Questo dato, anticipato già dalle prime proiezioni dopo l'inizio dello scrutinio, era inatteso in quanto i sondaggi pre-elettorali avevano fatto ritenere che almeno La Sinistra l'Arcobaleno riuscisse a superare la soglia di sbarramento alla Camera e potesse aspirare ad eleggere propri rappresentanti anche al Senato. La pesante sconfitta subita dalla lista, che è stata votata da circa un quarto del proprio bacino elettorale, è stata addebitata dagli esperti di flussi elettorali principalmente ad un travaso di consensi in favore del Partito Democratico e in misura minore all'astensionismo. Ciò ha determinato l'abbandono del progetto di costituzione di una formazione unitaria e in alcuni casi anche il ribaltamento dei rapporti di forza all'interno dei singoli partiti..
Il processo di ridimensionamento drastico del bacino elettorale, con la conseguente perdita della rappresentanza parlamentare, in ogni caso, ha riguardato quasi tutti i partiti minori, fatti salvi quelli rappresentativi delle minoranze linguistiche e l'Unione di Centro. I flussi elettorali sembrano infatti aver premiato solo le due coalizioni maggiori che hanno ottenuto il voto di grandissima parte dell'elettorato. Il Popolo della Libertà, pur essendosi imposto come partito di maggioranza relativa, ha confermato la percentuale di consensi ottenuta nelle precedenti elezioni dalle forze che lo hanno composto, subendo invece un calo in termini di voti assoluti a causa della minor affluenza elettorale. D'altra parte, il centrosinistra, considerato nel suo insieme, ha subito una netta diminuzione nelle preferenze elettorali.
Nella coalizione vincente del centro-destra ha suscitato sorpresa la significativa crescita elettorale della Lega Nord che, pur non essendo presente in circa metà delle circoscrizioni, ha superato a livello nazionale l'8% dei voti, quasi raddoppiando i consensi ottenuti alle elezioni politiche del 2006 ed imponendosi come primo partito in vaste aree del Veneto e della Lombardia, rafforzando la sua posizione comunque in tutto il nord Italia. In termini di voti, per la Lega Nord si è trattato del miglior risultato di sempre dopo quello delle elezioni politiche del 1996; in termini di seggi, invece, l'affermazione elettorale ha reso i parlamentari leghisti per la prima volta determinanti per la maggioranza in entrambi i rami del Parlamento, accrescendo anche in termini programmatici l'influenza del partito sull'esecutivo. In particolare alcuni commentatori hanno evidenziato il legame che sembra esistere fra la crescita dei consensi per la Lega Nord soprattutto nelle zone dell'Italia Settentrionale a maggiore tradizione operaia, in concomitanza con l'indebolimento delle forze di sinistra.
La nuova legislatura, infine, si segnala per un aumento della rappresentanza femminile, che comunque è rimasta ben lontana dalla soglia della parità, nonostante quelle per la XVI Legislatura siano state le seconde elezioni dopo la modifica della Costituzione che ha stabilito l'obbligo per la Repubblica Italiana di promuovere le pari opportunità fra i sessi, anche in ambito politico.